# Кайратський сільський округ
Кайра́тський сільський округ (каз. Қайрат ауылдық округі, рос. Кайратский сельский округ) — адміністративна одиниця у складі Уаліхановського району Північноказахстанської області Казахстану. Адміністративний центр — село Кайрат.
Населення — 364 особи (2021; 654 у 2009, 2133 у 1999, 3018 у 1989).
Станом на 1989 рік існували Кайратська сільська рада (села 15 літ Казахстану, Жаскайрат, Кайрат) та Сариадирська сільська рада (села Бабеке, Кірово) колишнього Валіхановського району. Село Жуантобе було ліквідоване 2010 року.

## Склад
До складу округу входять такі населені пункти:
| Населений пункт | Старі назви       | Населення, осіб (1989) | Населення, осіб (1999) | Населення, осіб (2009) | Населення, осіб (2021) |
| --------------- | ----------------- | ---------------------- | ---------------------- | ---------------------- | ---------------------- |
| Бабеке, село    | -                 | 983                    | 345                    | -                      | -                      |
| Балкабек, село  | Кірово            | 346                    | 345                    | -                      | -                      |
| Жаскайрат, село | -                 | 450                    | 276                    | 239                    | 139                    |
| Жуантобе, село  | 15 літ Казахстану | 254                    | 163                    | 37                     | -                      |
| Кайрат, село    | -                 | 985                    | 1004                   | 378                    | 225                    |